# Nixonia elongata
Nixonia elongata är en stekelart som beskrevs av Johnson och Lubomir Masner 2006. Nixonia elongata ingår i släktet Nixonia och familjen Scelionidae. Inga underarter finns listade i Catalogue of Life.